# Estimulante cardíaco
Um estimulante cardíaco ou cardiotônico é um tipo de fármaco que atua como estimulante do coração. Podem exercer tal efeito por meio de ação cronotrópica ou inotrópica positiva.
Exemplos de drogas com propriedades estimulantes cardíacas são a cocaína e ametanfetamina.